# Gouania efatensis
Gouania efatensis là một loài thực vật có hoa trong họ Táo. Loài này được Guillaumin mô tả khoa học đầu tiên năm 1931.